# Ladce
Ladce és un poble i municipi d'Eslovàquia que es troba a la regió de Trenčín.

## Història
La primera menció escrita de la vila es remunta al 1469.

## Demografia
| Godina             | 1994 | 2004   | 2014   | 2024   |
| ------------------ | ---- | ------ | ------ | ------ |
| Nombre de persones | 2605 | 2561   | 2648   | 2462   |
| Diferència         |      | −1,68% | +3,39% | −7,02% |

| Godina             | 2023 | 2024   |
| ------------------ | ---- | ------ |
| Nombre de persones | 2482 | 2462   |
| Diferència         |      | −0,80% |